# Hammam Bu Hadżar
Hammam Bu Hadżar (ar. حمام بو حجار, fr. Hammam Bou Hadjar) – miasto w północnej Algierii, w prowincji Ajn Tumuszanat.